# 王建武
王 建武（おう けんぶ、1958年8月 - ）は、中華人民共和国の軍人。河南省洛寧県出身。は現職中国人民解放軍南部戦区政治委員。階級は上将である。中国共産党第19期中央委員会委員。

## 経歴
1958年8月、河南省洛寧県で生まれる。長く済南軍区で兵役に服し、第54集団軍政治部副主任および主任を務める。2013年1月、済南軍区聯勤部政治委員に任じる。2016年8月、チベット軍区政治委員に転じる。2017年12月、中央軍委政治工作部副主任にあたらめて任命される。その後、中国人民解放軍選挙委員会委員・国務院貧困扶開発領導小組副組長を兼ねたのち、2018年12月、中国人民解放軍南部戦区政治委員に昇格する。
2010年7月に少将、2017年7月になって中将に昇格する。